# Dugenta
Dugenta é uma comuna italiana da região da Campania, província de Benevento, com cerca de 2.667 habitantes. Estende-se por uma área de 15 km², tendo uma densidade populacional de 178 hab/km². Faz fronteira com Castel Campagnano (CE), Frasso Telesino, Limatola, Melizzano, Sant'Agata de' Goti.

## Demografia
| Variação demográfica do município entre 1861 e 2011                               |
|                                                                                   |
| Fonte: Istituto Nazionale di Statistica (ISTAT) - Elaboração gráfica da Wikipedia |